# Kangbao
Kangbao är ett härad som lyder under Zhangjiakous stad på prefekturnivå i Hebei-provinsen i norra Kina. Det ligger omkring 250 kilometer nordväst om huvudstaden Peking. 